# Pankrti

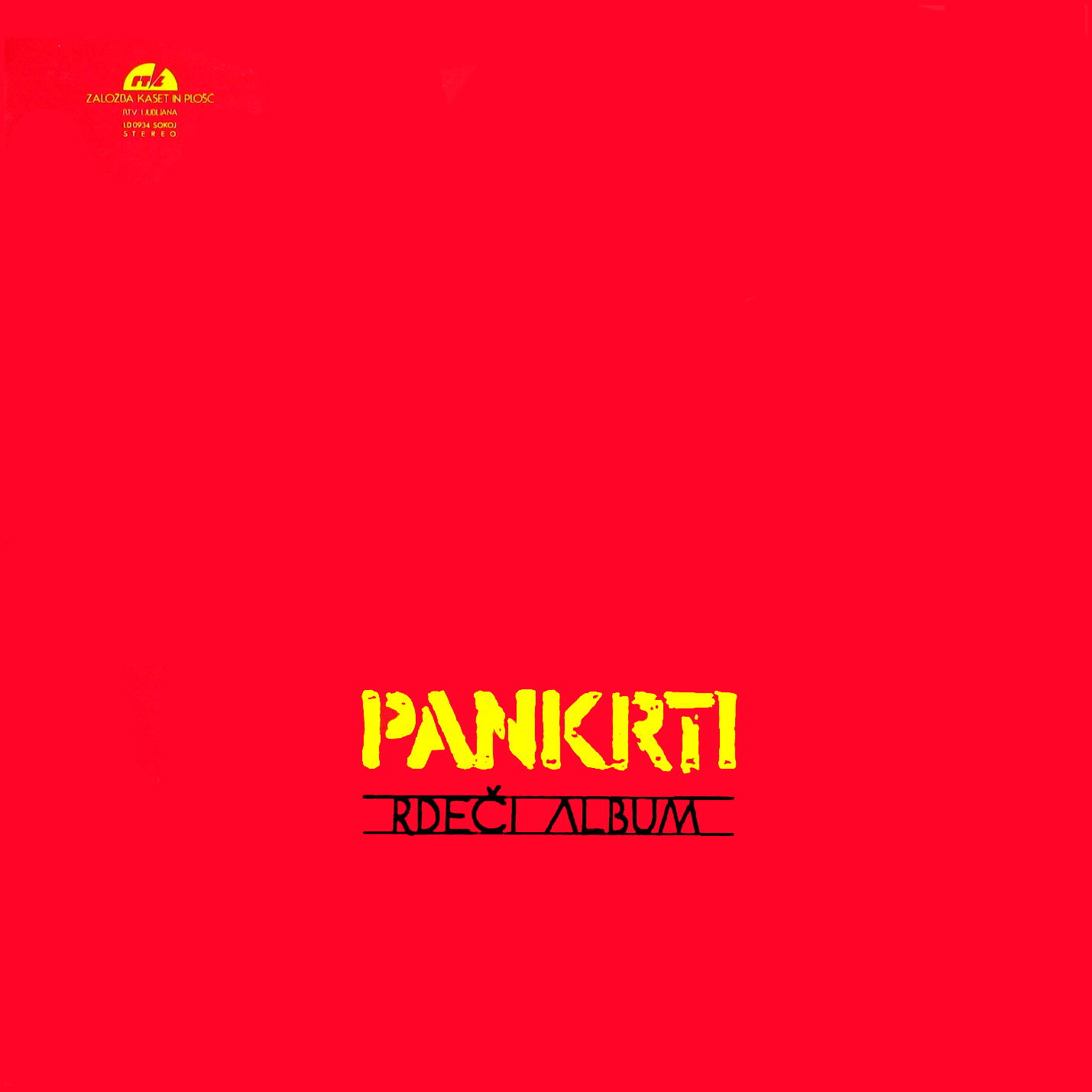
Pankrti - Rdeči album

Pankrti (ou "les bâtards") est le premier groupe punk slovène.